# Distrito do Sul (Botswana)
O Distrito do Sul é um dos 10 distritos rurais de Botswana. Sua capital é a cidade de Kanye e possuía uma população estimada de 197 767 habitantes em 2011.